# Schmitz & Family
Schmitz & Family ist eine deutsche Sketch-Comedy-Fernsehserie auf RTL Television. Kern der Geschichte sind verschiedene Familien, die in Alltagssituationen witzig dargestellt werden. 
Die 1. Staffel mit 6 Folgen wurde von Januar bis März 2019 gesendet. Ab August 2019 wurden weitere Folgen für eine zweite Staffel gedreht. Die zweite Staffel mit weiteren sechs Folgen wurde ab dem 26. März 2020 ausgestrahlt.

## Rezeption
Sidney Schering von Quotenmeter schrieb darüber: „Was kann schlimmer sein als eine Sketchcomedy, deren Pointen vorhersehbar sind? Eine Sketchcomedy, die obendrein mit eingespielten Lachern nervt.“
Nach den Einschaltquoten war Schmitz & Family laut Quotenmeter „kein großer Erfolg“.

## Besetzung
| Darsteller        | Staffeln |
| Ralf Schmitz      | 2        |
| Elisabeth Baulitz | 2        |
| Nora Boeckler     | 2        |
| Omar El-Saeidi    | 2        |
| Olivia Klemke     | 1–2      |
| Gundula Niemeyer  | 2        |
| Lukas Piloty      | 1        |
| Paul Sedlmeir     | 1–2      |
| Angelika Fornell  | 1        |
| Johanna Grundmann | 2        |
| Tanju Bilir       | 1–2      |